# 黑边银口天竺鲷
黑边银口天竺鲷（学名：Jaydia truncata）又名大目側仔、黑鰓天竺鯛、黑边天竺鱼、爱氏天竺鱼、黑边拟天竺鲷、黑邊天竺鯛、截尾天竺鲷，為輻鰭魚綱鈎頭魚目天竺鯛科银口天竺鲷属的一個種。

## 分布
本魚分布於印度洋到西太平洋區，包括馬爾地夫、馬來西亞、泰國、馬紹爾群島南部、越南、阿拉弗拉海、日本、中國、香港、印尼、澳洲、台灣、新喀里多尼亞等海域。

## 深度
水深18至100公尺。

## 特徵
本魚體呈銀灰色，眼徑較吻長為大；嘴十分斜。鋤骨、口蓋骨、顎有絨毛狀齒；前鰓蓋骨呈弱鋸齒。體側有垂直橫帶，其寬度較兩眼距離為大；第一背鰭上半部黑色，第二背鰭和臀鰭各有一條帶平行基底。頭部有黑點散布，下顎亦有。背鰭硬棘8枚，軟條9枚；臀鰭硬棘2枚，軟條8枚。體長可達15公分。

## 生態
為肉食性魚類，經常補食蝦等甲殼類生物，其胸部到腹部的肌肉裡有發光器，雄魚並具有口孵卵的習性。

## 經濟利用
食用魚，肉質細嫩，以油炸後整隻食用。